# Villahibiera
Villahibiera es un pueblo del Municipio de Valdepolo. Se encuentra situado en la Carretera Nacional N-625, a 37 km de su capital, León. 
Su población, según el censo del 2005 está compuesta por 142 habitantes (74 varones y 68 mujeres) y que se ve incrementada notablemente en época estival.

## Demografía
- Habitantes (INE): 232 (1981), 173 (2000), 167 (2001), 168 (2002), 158 (2003), 152 (2004), 142 (2005), 143 (2006), 147 (2007), 141 (2008)

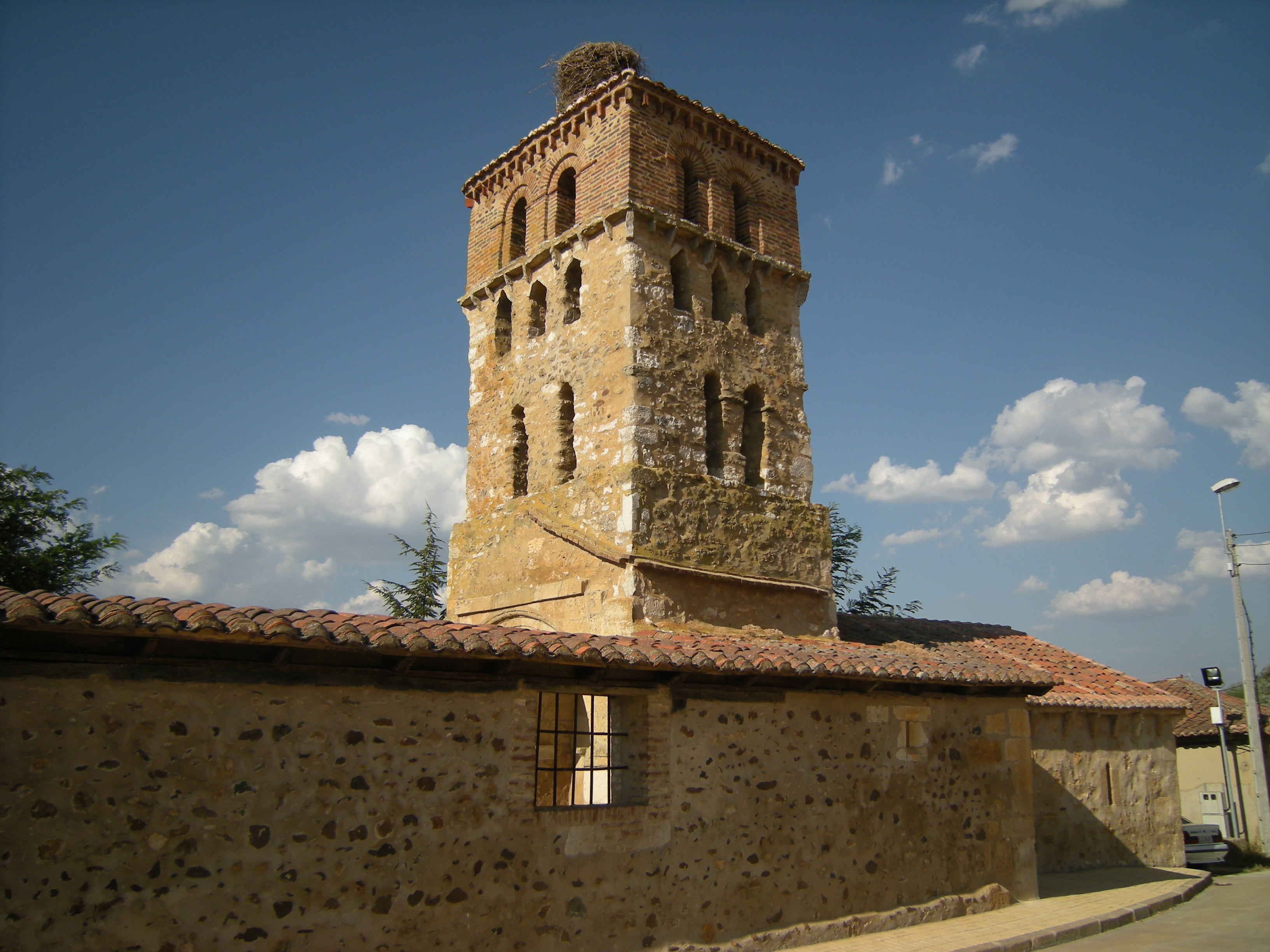
Iglesia de Santo Tirso

| Año       | 1981 | 2000 | 2001 | 2002 | 2003 | 2004 | 2005 | 2006 | 2007 | 2008 |
| --------- | ---- | ---- | ---- | ---- | ---- | ---- | ---- | ---- | ---- | ---- |
| Población | 232  | 173  | 167  | 168  | 158  | 152  | 142  | 143  | 147  | 141  |

## Iglesia de Santo Tirso
En su origen, la iglesia construida en el siglo XII tenía planta de nave única y ábside rectangular. En diversas modificaciones se amplió la nave y se construyó la torre campanario, dejando la cabecera rómanica como sacristía. La iglesia tenía también un soportal de entrada que no se conserva en la actualidad. 
La última consolidación fue realizada entre los años 1994 y 1998, debido a su avanzado estado de abandono.